# Usine d'enrichissement de Paducah

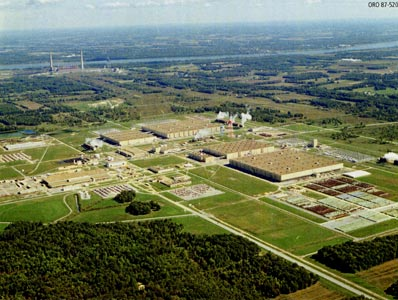
Vue aérienne de l'usine d'enrichissement de Paducah

L'usine d'enrichissement de Paducah est un site industriel situé dans le comté de McCracken, près de Paducah, qui produisit de l'uranium enrichi dans la période 1952-2013. Ce site était la seule usine d'enrichissement d'uranium aux États-Unis dans la période 2001-2010. L'usine a produit de l'uranium enrichi par diffusion gazeuse pour les réacteurs militaires et le raffinage des armes, puis pour le combustible nucléaire de réacteurs nucléaires civils.
L'usine est exploité par l'United States Enrichment Corporation (USEC). En mai 2013 est annoncé l’arrêt des activités d’enrichissement d’uranium à Paducah.
Depuis lors, les projets d'enrichissement de l'uranium aux États-Unis sont l'usine d'Eagle Rock d'Areva et l'usine de Piketon (American Centrifuge Plant) de l'USEC.